# Biemna victoriana
Biemna victoriana är en svampdjursart som beskrevs av Hallmann 1916. Biemna victoriana ingår i släktet Biemna och familjen Desmacellidae. Inga underarter finns listade i Catalogue of Life.